# Wladimir Alexandrowitch Wagner
Wladimir Aleksandrovich Wagner (Kaluga, 1849 – Leningrado, 8 marzo 1934) è stato uno psicologo, zoologo e aracnologo russo.
Ha studiato legge all'Università di Mosca e, dal 1882, scienze naturali. Dopo aver conseguito il dottorato in zoologia, dal 1895 iniziò ad insegnare all'Istituto di Psico-Neurologia di San Pietroburgo.
Noto soprattutto per i suoi studi di psicologia comparativa ed evoluzionistica.
Studiò anche i ragni e nel 1882 propose la prima classificazione delle famiglie dei ragni in base alla forma e alla disposizione degli organi riproduttivi. Tale classificazione per sommi capi è ancora di riferimento ai nostri tempi.

## Taxa descritti
Di seguito, alcuni taxa descritti da Wladimir Alexandrowitch Wagner:
1. Cheiracanthiidae Wagner, 1887, famiglia di ragni
2. Clubionidae Wagner, 1887, famiglia di ragni

## Taxa denominati in suo onore
1. Chrosiothes wagneri (Levi, 1954) - ragno dalla famiglia Theridiidae
2. Copuetta wagneri Haddad, 2013 - ragno dalla famiglia Corinnidae
3. Palpimanus wagneri Charitonov, 1946 - ragno dalla famiglia Palpimanidae
4. Xysticus wagneri Gertsch, 1953 - ragno dalla famiglia Thomisidae

## Opere e pubblicazioni
Di seguito l'elenco delle pubblicazioni aracnologiche:
- Wagner, W. A., 1887 - Copulationsorgane des Männchens als Criterium für die Systematik der Spinnen. Horae Societatis Entomologicae Rossicae vol.22: pp. 3–132, pl. 1-10. PDF
- Wagner, W. A., 1891 - Tarentula opiphex, mihi. Bulletin de la Société Imperiale des Naturalists de Moscou (n.s.) 4: 626-631. PDF
- Wagner, W. A., 1894 - L'industrie des Araneina. Mémoires de l'Académie Impériale des Sciences de St.-Pétersbourg vol.(7) 42(11): pp. 1–270. PDF
- Wagner, W. A., 1897 - Biologhitscheskia zamietki o faounié wostotschnago pobereja Tschernago moria. Trudy Imperatorskago Obtchiestwa Iestiestwoispytatelei pri St.-Peterbourgskago vol.27: pp. 267–282. PDF